# فنون ريجونج
فنون ريجونج (Regong arts )  هي الفنون الشعبية المتعلقة بموضوع البوذية التبتية تشمل الرسم والنحت والنقش والعمارة والتطريز.  إنهم مرتبطون بالمجتمعات المحلية في مقاطعة تونغرن وعلى طول نهر رونجوو الذي يعبر ولاية هوانغنان التبتية ذاتية الحكم الحالية في مقاطعة تشينغهاي في الصين.
تم إدراج فنون الريجونج في عام 2009 على القائمة التمثيلية للتراث الثقافي غير المادي.  تعود أصول فنون الريجونج إلى القرن العاشر 

## تاريخه

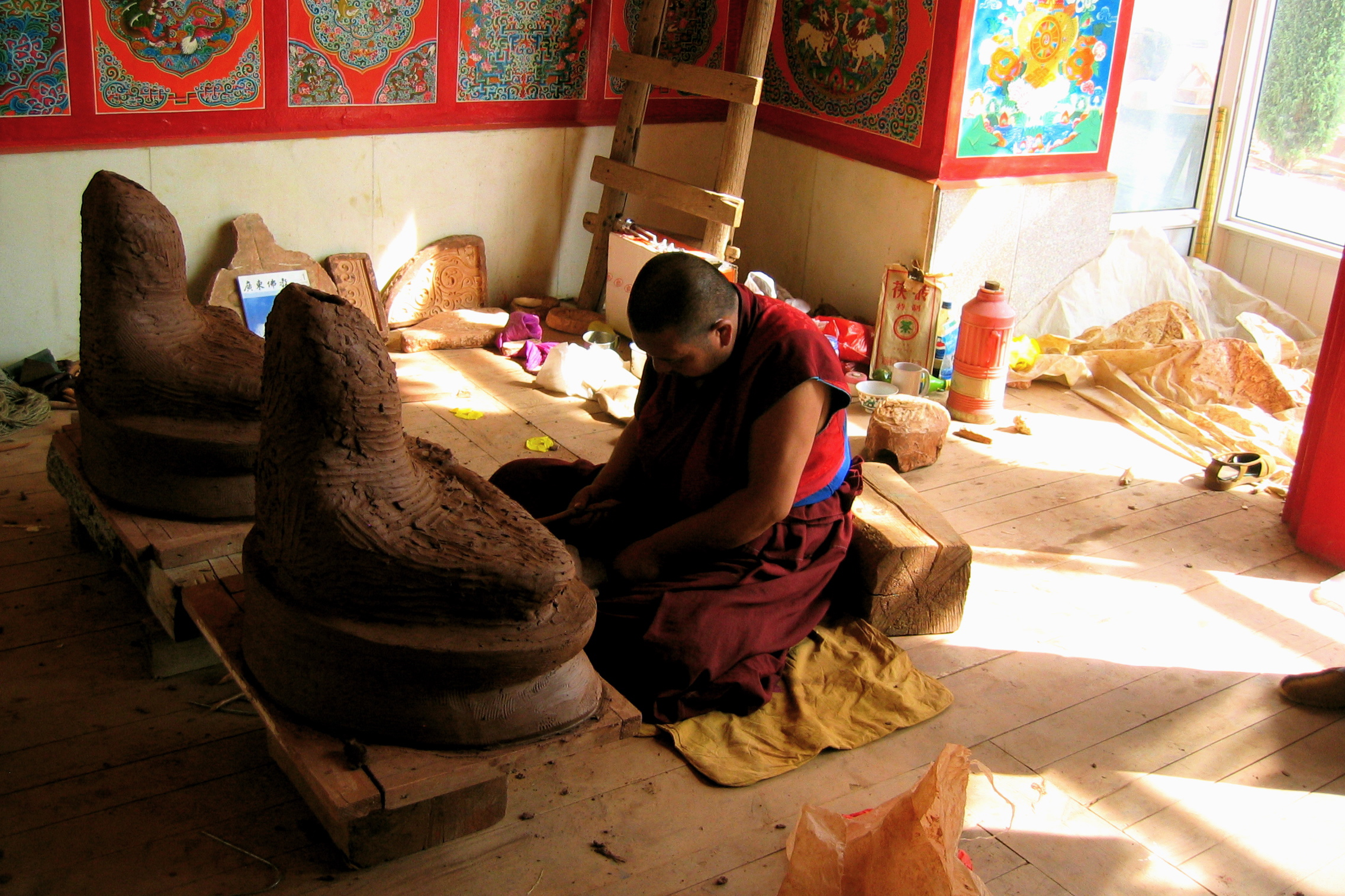
النحت في دير رونجوو

## فنون ريجونج المختلفة
- الثانغكا وتسمى أيضًا " تانغكا "، أو " ثانكا "، أو "تانكا" (النطق: ‎[tʰɑːŋkɑː‏ )، حرفيًا الشيء الذي يتم فرده، هي لوحة على القماش مميزة للثقافة التبتية. يمكن العثور على اللوحات القماشية بجميع أحجامها، بدءًا من صور الثانغكا التي يمكن فردها بسبب مرور عودين من خلال الثقوب، وحتى اللوحات بالغة الأهمية المصممة بحيث يتم فردها لتغطية جدار أو باب، والتي يمكن أن يصل قياسها إلى عشرات الأمتار. تمثل التانغكا عمومًا رموزًا صوفية ( ماندالا )، أو آلهة البوذية التبتية أو البون، أو صورًا للدالاي لاما. غالبًا ما يتم استخدامها كدعم للتأمل.
- مفروشات دوي (دويكسيو) أو باربولا وهي عبارة عن صور لحيوانات ونباتات، مزينة بالحرير، مما يخلق نقشًا بارز. يمكن استخدامها لتزيين الأعمدة أو على الجدران.
- يمكن أن تكون منحوتات ريجونج مصنوعة من الطين أو الخشب أو الحجر أو الطوب، وتزين المعابد والمنازل؛ لوحات جدارية أو أثاث أو طاولات لتقديم الشاي.

## أنظر أيضا

### المقالات المرتبطة
- الثقافة التبتية
- الفن التبتي